# Mimus polyglottos
El cenzontle común (del náhuatl, centzuntl) o sinsonte norteño (Mimus polyglottos) es una especie de ave paseriforme de la familia Mimidae nativa de América del Norte, América Central y el Caribe. Los ejemplares adultos son grises por la parte superior del cuerpo, con ojos de un amarillo pálido y pico negro mínimamente curvo. La cola es de color oscuro con los bordes blancos, y las patas largas y negras. Las alas muestran finas líneas blancas, y durante el vuelo dejan ver manchas, también blancas en las alas y dos franjas blancas longitudinales en la cola. Se caracterizan por imitar sonidos de otros animales.
Sus hábitats de reproducción son las zonas donde se mezclan áreas abiertas y arbustos densos, desde el sur de Canadá hasta México y Cuba. En Puerto Rico se le conoce como ruiseñor. Construyen nidos de ramas en arbustos o árboles de gran follaje, que defienden agresivamente del ataque de otras aves o animales, incluyendo a los humanos. Cuando un depredador es muy persistente, los cenzontles de territorios cercanos se reúnen mediante una llamada distintiva, y juntos atacan al agresor. Otras aves se juntan para observar cómo estos pájaros molestan al intruso. Por lo general los sinsontes son residentes permanentes; sin embargo las aves del norte emigran al sur durante la época de clima áspero. En Europa existe como una rareza extrema.
Comen principalmente insectos y bayas, y mientras lo hacen extienden frecuentemente las alas en un movimiento de dos etapas para mostrar sus manchas blancas, lo que sirve como una exhibición territorial. Se alimentan tanto en el suelo como en la vegetación; y también vuelan en picado para capturar su comida.

## Comportamiento
Este tipo de ave imita las llamadas de otras aves, sonidos animales e incluso ruidos de máquinas. Se encuentra frecuentemente en áreas urbanas. Llaman frecuentemente durante las noches y pueden continuar a lo largo de todo el año con excepción de la estación de la muda, a fines del verano. Los cenzontles normalmente cantan más fuerte en el crepúsculo de la mañana cuando el sol está sobre el horizonte. Cuando inician un canto en una percha alta vuelan varios metros en forma circular con sus alas extendidas para mostrar sus manchas blancas, luego aterrizan en la percha sin romper la nota. Lo cual sirve como una exhibición territorial.
Los cenzontles tienen una fuerte preferencia por ciertos árboles, tales como el arce, el liquidambar y el platanero (Platanus). Por lo general evitan árboles de pino. En áreas urbanas, los cenzontles raramente bajan a la tierra, a diferencia de la mayoría de otros pájaros. También, tienen una preferencia por lugares altos, tales como las ramas más altas de los árboles y las cimas de los postes del teléfono.

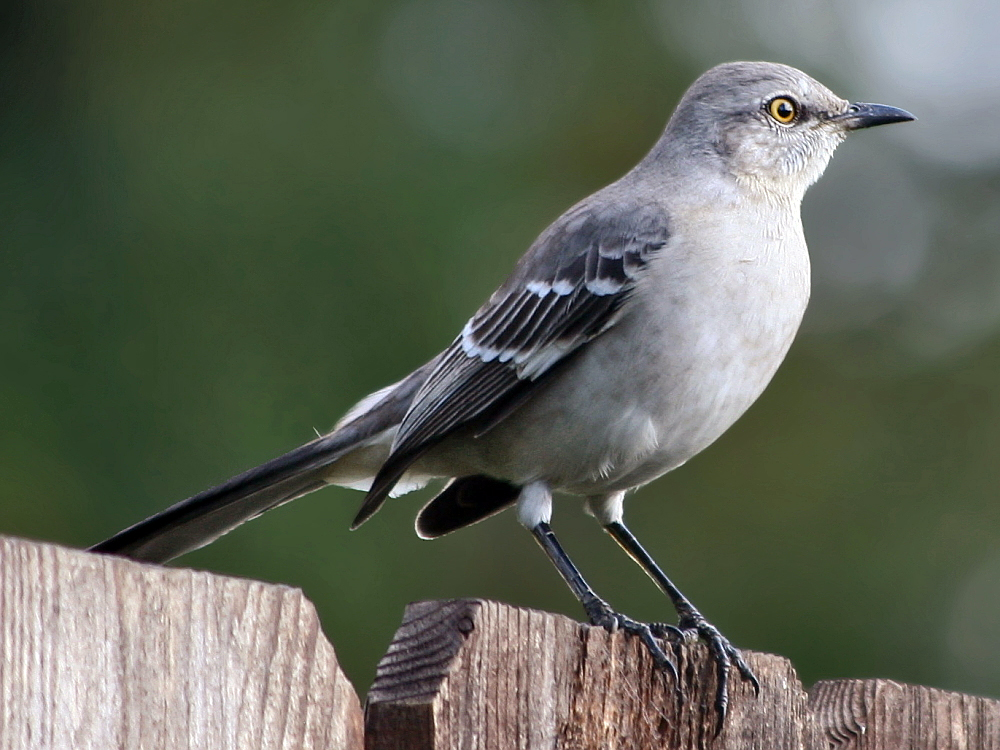
Mimus polyglottos
California